# Этоликон (озеро)
Этолико́н (греч. Λιμνοθάλασσα Αιτωλικού) — мелкое озеро (лагуна) в Греции. Образовалось в результате извержения вулкана. Наибольшая глубина — 28 м. Граничит с лагуной Месолонгион. На острове между лагунами расположен город Этоликон, который соединён с берегами двумя дамбами.
Дельта Ахелооса, лагуны Этоликон и Месолонгион, устье Эвиноса, острова Эхинады и остров Петалас входят в сеть охранных участков на территории ЕС «Натура 2000». Экосистема хотя и подверглась сильному влиянию деятельности человека, всё же имеет значительную экологическую ценность, по этой причине водно-болотные угодья включены в Рамсарскую конвенцию.